# Seyre
Seyre település Franciaországban, Haute-Garonne megyében. Lakosainak száma 127 fő (2022. január 1.). Seyre Gardouch, Lagarde, Montesquieu-Lauragais, Montgeard és Nailloux községekkel határos.

## Népesség
A település népessége az elmúlt években az alábbi módon változott:
| Lakosok száma | 76   | 82   | 79   | 89   | 108  | 129  | 133  | 130  | 128  | 127  |
|               | 1968 | 1982 | 1990 | 2006 | 2013 | 2015 | 2017 | 2019 | 2020 | 2022 |